# USA (album)
USA is het tweede officieel uitgebrachte livealbum van de Britse band King Crimson. Het is opgenomen in de Verenigde Staten. Het betekent de zwanenzang van de MK3 van deze groep.

## Musici MK3
- Robert Fripp - gitaar, mellotron
- John Wetton - basgitaar, zang
- David Cross - viool, toetsen
- Bill Bruford – drums en percussie;
- Eddie Jobson – viool op (2),(7) en piano (3)

Al voordat het album wordt uitgegeven, is al besloten King Crimson op te heffen. De opnamekwaliteit van de originele lp was fameus. Net als het vorige livealbum van de groep, Earthbound was die bedroevend slecht. Het heeft dan ook lange tijd geduurd voordat er een cd-versie werd uitgegeven. Bij de heruitgaven van al hun albums naar aanleiding van hun 30-jarig kwamen ze er kennelijk niet meer onder uit; er moest behoorlijk aan gesleuteld worden.

## Composities
1. "Walk On...No Pussyfooting" (Brian Eno, Robert Fripp) – 0:35
2. "Larks' Tongues in Aspic (Part II)" (Fripp) – 6:24
3. "Lament" (Fripp, Richard Palmer-James, John Wetton) – 4:21
4. "Exiles" (David Cross, Fripp, Palmer-James) – 7:09
5. "Asbury Park" (Bill Bruford, Cross, Fripp, Wetton) – 7:06
6. "Easy Money" (Fripp, Palmer-James, Wetton) – 6:41
7. "21st Century Schizoid Man" (Fripp, Michael Giles, Greg Lake, Ian McDonald, Peter Sinfield) – 8:40
8. "Fracture" (Fripp) – 11:19
9. "Starless" (Bruford, Cross, Fripp, Palmer-James, Wetton) – 14:55

## Opnamen
- Tracks 1-6 en 8-9 opgenomen in het Casino, Asbury Park (New Jersey), 28 juni 1974;
- Track 7 opgenomen in het Palace Theatre, Providence (Rhode Island), 30 juni 1974;
- Tracks 2, 3 en 7 bevatten overdubs uitgevoerd door Eddie Jobson.
- Track 1 is een korte excerpt van het nummer No Pussyfooting van Fripp en Eno; het stond niet vermeld op het originele album, maar was wel degelijk aanwezig;
- Tracks 8 en 9 alleen op de officiële cd-uitgave.

## Trivia
- In de fanclubserie van King Crimson zijn betere opnamen te vinden van concerten van deze tournee;
- vanwege de grote vraag is er gedurende de jaren 80 een CDR-versie van dit album verschenen (bootleg???); de geluidskwaliteit was net zo belabberd als van de lp.